# سیارک ۸۲۱۴
سیارک ۸۲۱۴ (به انگلیسی: 8214 Mirellalilli، نامگذاری:1995FH) هشت هزار و دویست و چهاردهمین سیارک کشف شده‌است که در ۲۹ مارس ۱۹۹۵ کشف شد.